# 國道8號 (芬蘭)
國道8號（芬蘭語：Valtatie 8）是連接芬蘭舊都圖爾庫，沿波的尼亞灣岸北上，至奧盧的一條公路，全長626公里。其中圖爾庫—拉伊西奧及瓦薩—科什霍爾姆段為高速公路。
全段為歐洲E8公路的一部分。

## 路线
这条道路穿过以下市镇：图尔库（Turku）- 拉伊西奧（Raisio）- 马斯库（Masku）- 諾西艾寧（Nousiainen）- 米奈迈基（Mynämäki）- 莱蒂拉（Laitila）- 皮海兰塔（Pyhäranta）- 劳马（Rauma）- 埃乌拉约基（Eurajoki）- 卢维亚（Luvia）- 波里（Pori）- 梅里卡尔维亚（Merikarvia）- 克里斯蒂娜城（Kristinestad）- 奈尔珀斯（Närpes）- 马拉克斯（Malax）- 科什霍尔姆（Korsholm）（南部）- 瓦萨（Vaasa）- 科什霍尔姆（Korsholm）（北部）- 沃罗（Vörå）- 新卡勒比（Nykarleby）- 佩代尔瑟雷（Pedersöre）- 克罗诺比（Kronoby）- 科科拉（Kokkola）- 卡拉约基（Kalajoki）- 皮海约基（Pyhäjoki）- 拉赫（Raahe）- 锡卡约基（Siikajoki）- 卢米约基（Lumijoki）- 利明卡（Liminka）。
在瓦萨和科什霍尔姆，这条道路（作为Porintie）在维克比（Vikby）与瓦萨-赫尔辛比（Vaasa-Helsingby）高速公路合并，沿着这条道路一直走到一个高速公路出口进入Yhdystie，从东部绕过瓦萨市中心，然后经过一个向右（东）的出口（Kokkolantie）进入科科拉和以后的地区。
值得注意的是，该道路绕过尼卡尔莱比和雅各布斯塔德，这两个城市位于道路以北约9-10公里处。